# Agave delamateri
Agave delamateri ist eine Pflanzenart aus der Gattung der Agaven (Agave). Ein englischer Trivialname ist „Tonto Basin Agave“.

## Beschreibung
Agave delamateri  formt vielköpfige Rosetten mit einer Wuchshöhe bis 100 cm und einem Durchmesser bis 100 cm. Sie bildet reichlich rhizomatöse Ableger. Die lanzettförmigen, rinnigen, quergebänderten, variabel angeordneten, grauen bis bläulichen Blätter sind 50 bis 75 cm lang, 7,5 bis 9 cm breit und sind unterhalb der Mitte am breitesten. Die braunen bis grauen Blattränder sind unregelmäßig gezahnt. Der braune bis graue Enddorn ist 2,8 bis 5 cm lang.
Der rispige Blütenstand wird 4,5 bis 6 m hoch. Die cremefarbenen bis hellgrünen, langlebigen Blüten sind 47 bis 67 mm lang und erscheinen am oberen Teil des Blütenstandes an unregelmäßig angeordneten, lockeren Verzweigungen. Die breite Blütenröhre ist 11 bis 16 mm lang.
Die dreikammerigen Kapselfrüchte sind bis 35 mm lang und 8 bis 10 mm breit.
Die Blütezeit reicht von April bis Juli.

## Systematik und Verbreitung
Agave delamateri wächst in Zentralarizona an steinigen offenen Hängen und in offenem Waldland in 700 bis 1600 m Höhe. Sie ist vergesellschaftet mit zahlreichen Sukkulenten- und Kakteenarten.
Die Erstbeschreibung durch Wendy C. Hodgson und Liz Slauson ist 1995 veröffentlicht worden.
Agave delamateri ist ein Vertreter der Sektion Ditepalae. Sie ist extrem selten; nur einige kleine Kolonien wachsen in einem geografisch isolierten Gebiet in Zentralarizona. Die Art bildet reichlich rhizomatöse Ableger. Sie ist verwandt mit den allopatrischen Agave fortiflora und Agave palmeri, jedoch sind Unterschiede in Größe, Form, Blatt- und Blütenstruktur erkennbar. Agave delamateri hybridisiert mit Agave chrysantha. Agave delamateri wird im Desert Botanic Garden in Tucson, Arizona, kultiviert.
Die Art wird als präkolumbianische Nahrungs- und Faserpflanze betrachtet, die im Süden von Mexiko entstand. Gleichwohl kommt die Pflanze in Verbindung mit archäologischen Funden vor.